# Provinz Granada
Die Provinz Granada (spanisch Provincia de Granada) ist eine der acht Provinzen der autonomen Region Andalusien in Südspanien. Die Hauptstadt ist Granada.
Sie grenzt an die Provinzen Almería, Murcia, Albacete, Jaén, Córdoba und Málaga sowie an das Mittelmeer.
Die Fläche der Provinz erstreckt sich über 12.646,92 km², die Einwohnerzahl beläuft sich auf 937.135 Einwohnern (Stand: 2024), von denen ungefähr 25 Prozent in der Hauptstadt leben. Die Provinz besteht aus 174 Gemeinden, die seit dem Jahr 2003 zu zehn Comarcas zusammengefasst sind.
Die Provinz Granada teilt sich mit Almería den Nationalpark Sierra Nevada. Dort liegt auch der höchste Berg auf dem spanischen Festland (Mulhacén, 3482 msnm).

## Comarcas

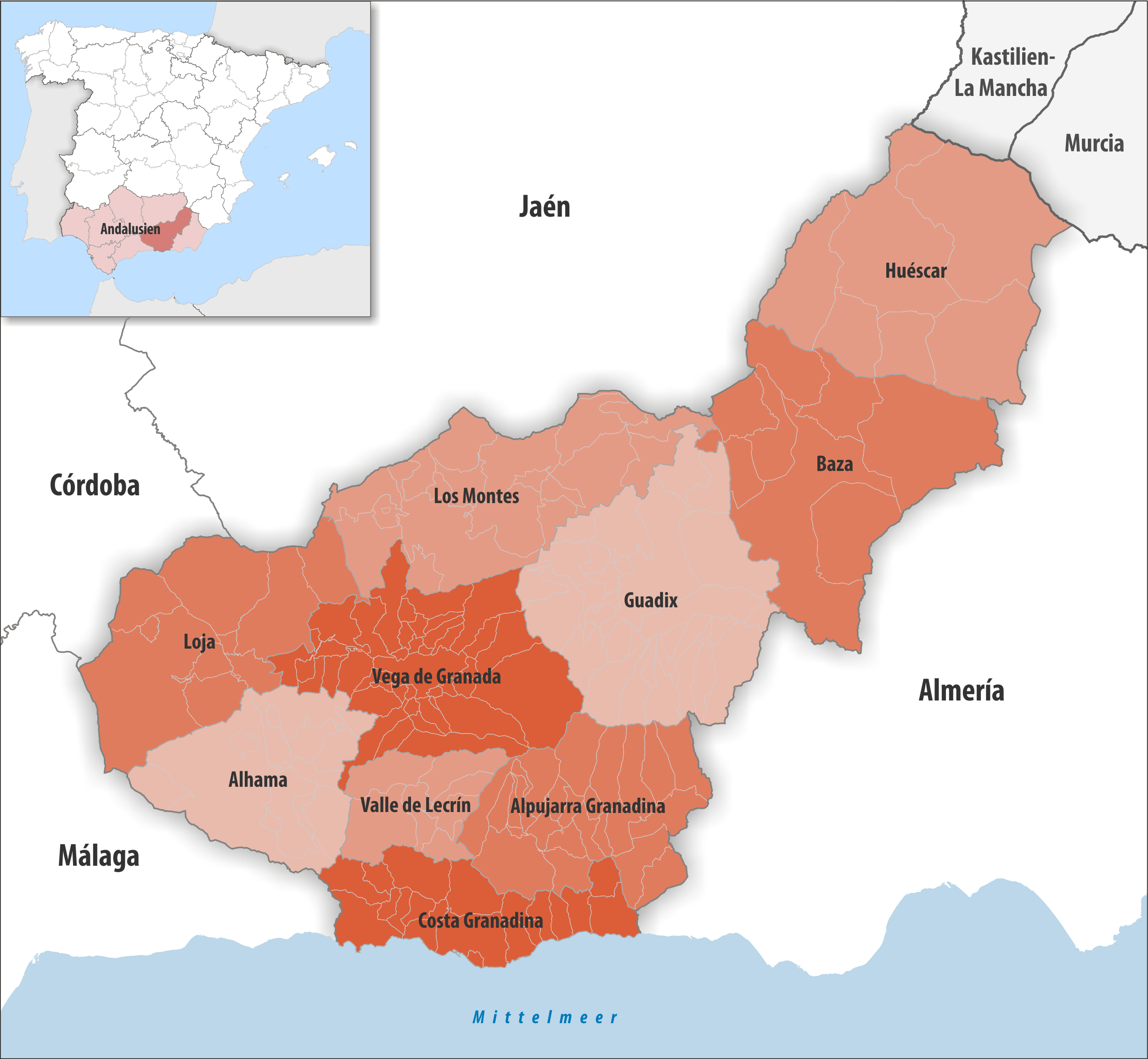
Comarcas in der Provinz Granada

Wie alle Provinzen Andalusiens wurde auch die Provinz Granada mit Wirkung ab dem 28. März 2003 in Comarcas eingeteilt.
| Comarca             | Gemeinden | Einwohner (2024) | Fläche km² | Dichte Einw./km² | Hauptort          |
| ------------------- | --------- | ---------------- | ---------- | ---------------- | ----------------- |
| Alhama              | 13        | 16.517           | 975,71     | 17               | Alhama de Granada |
| Alpujarra Granadina | 25        | 23.122           | 1.140,11   | 20               | Órgiva            |
| Baza                | 8         | 37.763           | 1.731,49   | 22               | Baza              |
| Costa Granadina     | 18        | 129.422          | 786,83     | 164              | Motril            |
| Guadix              | 26        | 41.366           | 1.694,05   | 24               | Guadix            |
| Huéscar             | 6         | 14.957           | 1.814,28   | 8                | Huéscar           |
| Loja                | 10        | 61.179           | 1.299,06   | 47               | Loja              |
| Los Montes          | 19        | 23.333           | 1.380,89   | 17               | Iznalloz          |
| Valle de Lecrín     | 8         | 23.858           | 461,28     | 52               | Dúrcal            |
| Vega de Granada     | 41        | 565.618          | 1.363,22   | 415              | Granada           |
| Provinz Granada     | 174       | 937.135          | 12.646,92  | 74               | Granada           |

## Gerichtsbezirk

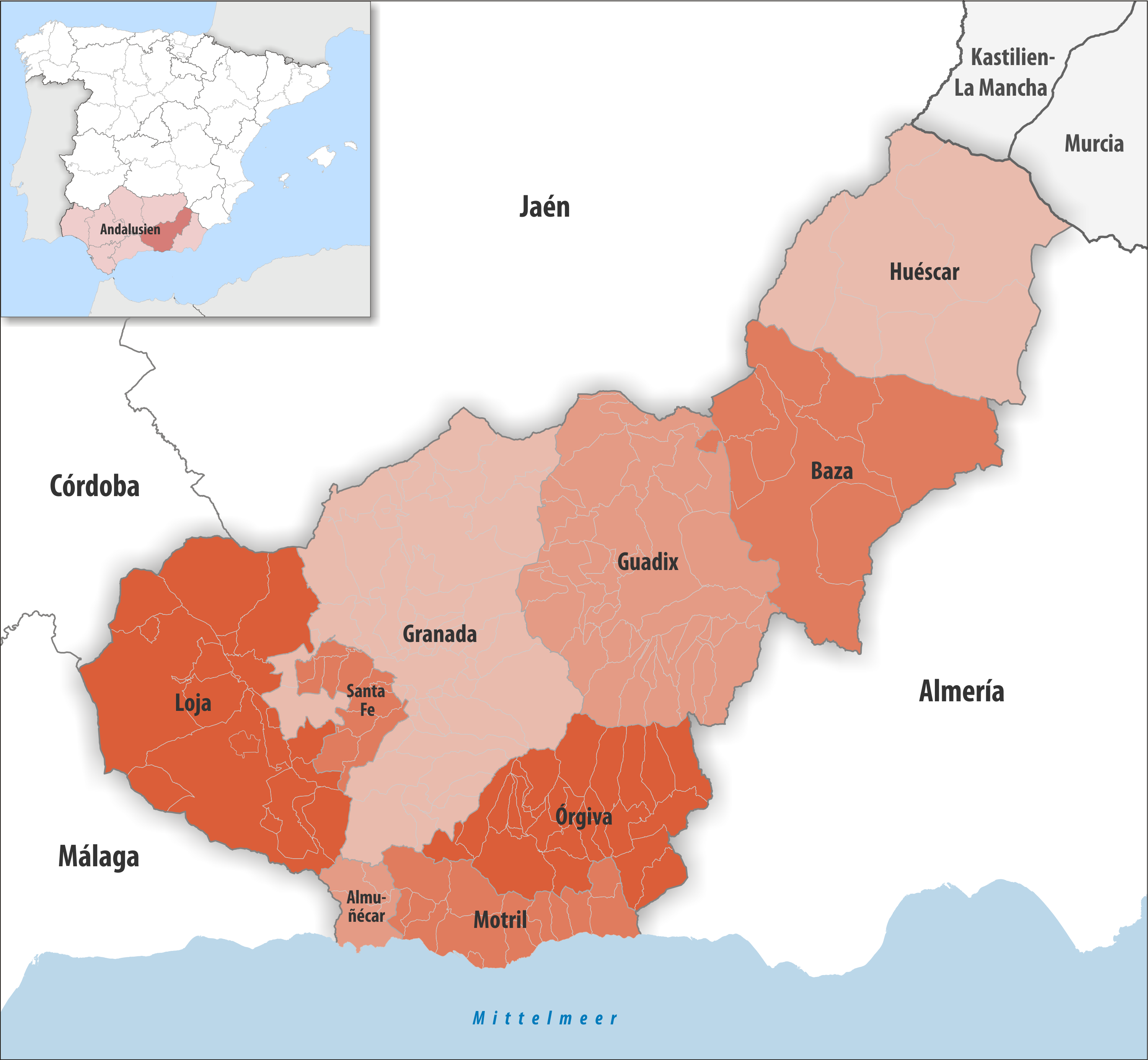
Gerichtsbezirke in der Provinz Granada

| Gerichtsbezirk  | Gemeinden | Einwohner (2024) | Fläche km² | Dichte Einw./km² | Hauptquartier |
| --------------- | --------- | ---------------- | ---------- | ---------------- | ------------- |
| Almuñécar       | 4         | 29.694           | 178,50     | 166              | Almuñécar     |
| Baza            | 8         | 37.763           | 1.731,49   | 22               | Baza          |
| Granada         | 52        | 518.168          | 2.695,84   | 192              | Granada       |
| Guadix          | 33        | 45.236           | 2.129,86   | 21               | Guadix        |
| Huéscar         | 6         | 14.957           | 1.814,28   | 8                | Huéscar       |
| Loja            | 19        | 70.208           | 1.999,52   | 35               | Loja          |
| Motril          | 14        | 99.728           | 608,33     | 164              | Motril        |
| Órgiva          | 26        | 23.992           | 1.178,12   | 20               | Órgiva        |
| Santa Fe        | 12        | 97.389           | 310,98     | 313              | Santa Fe      |
| Provinz Granada | 174       | 937.135          | 12.646,92  | 74               | Granada       |

## Größte Orte
Die folgenden 21 Städte hatten im Jahre 2024 mehr als 10.000 Einwohner.
| Gemeinde             | Einwohner |
| -------------------- | --------- |
| Granada              | 232.717   |
| Motril               | 59.632    |
| Almuñécar            | 27.311    |
| Armilla              | 25.405    |
| Las Gabias           | 23.318    |
| Maracena             | 22.310    |
| Loja                 | 20.846    |
| Baza                 | 20.562    |
| Atarfe               | 20.455    |
| La Zubia             | 20.056    |
| Albolote             | 19.587    |
| Guadix               | 18.725    |
| Churriana de la Vega | 16.693    |
| Santa Fe             | 15.269    |
| Ogíjares             | 15.063    |
| Salobreña            | 12.660    |
| Vegas del Genil      | 12.325    |
| Huétor Vega          | 12.294    |
| Peligros             | 11.674    |
| Huétor Tájar         | 10.653    |
| Alhendín             | 10.399    |

Kleinste Gemeinde ist Lobras mit 134 Einwohnern.